# 鬼不理的助手
《鬼不理的助手》（The Vampire's Assistant），愛爾蘭作家向達倫的系列作品《向達倫大冒險》的第二集。中文版於2002年10月出版。

## 情節概述
這本書是描寫主角向達倫在變成半吸血鬼之後，一開始的生活和種種的不適應，以及與R.V.的認識。
向達倫離開家，跟著鬼不理到處流浪。之後，鬼不理因為向達倫沒有朋友，所以決定帶著他重新加入怪奇馬戲團。他在馬戲團認識了許多新朋友，最要好的是他的室友蛇孩兒伊萊·風。他們一開始是幫馬戲團處理雜務。
他們後來認識了一個在馬戲團附近徘徊的小孩，叫山姆·圭斯特。山姆經常來馬戲團找他們，他非常羨慕馬戲團的生活，一直想要加入。不久，泰尼先生帶了一群小矮人，讓他們加入馬戲團，並要伊萊和達倫幫小矮人找食物。在泰尼先生來訪的期間，大家都感到莫名的恐懼。達倫還不識相的問了一個問題，弄得大家緊張兮兮。
隔天，他們在找食物的時候，認識了R.V.，知道他是在附近的環保戰士（NOP）的一員。之後幾天，馬戲團來了一個叫生肢男寇馬的人，達倫對他的表演感到非常驚奇。之後，大高先生宣布當晚恢復表演，整個馬戲團都忙成一團。達倫因為沒時間陪山姆，所以就去想大高先生要了兩張票，要送給山姆和R.V.。鬼不理要達倫也上台表演。在演出時，達倫負責吹笛子控制八夫人，他突然萌生殺鬼不理的念頭，只要笛子不小心走音就可以了。但他沒這麼做，因為他知道沒有鬼不理他也活不下去。但其實鬼不理早就把八夫人的毒液擠出，只是想試探達倫。達倫非常生氣，感覺像是被背叛一樣。
表演後，伊萊對達倫說山姆愛死表演了，但是R.V.對其中的狼人、八夫人還有羊感到懷疑。達倫才想到這下慘了。隔天，鬼不理帶達倫去市立停屍間，要裝點人血。達倫因為一直沒喝人血，臉色非常蒼白，而且常常感到頭暈，視力與聽力也大不如前。即使這樣達倫還是不喝人血，連死人的血都不喝，因為他覺得如果喝了人血會變成野獸。鬼不理對此感到非常生氣。
之後，達倫跟山姆到廢棄的火車站玩。那裡樓層的地板全塌陷，直接就可以看到屋頂。他們沿著樓梯到屋頂附近玩，並在一排支撐屋頂的橫木間走動。因為沒喝人血，在橫木玩耍時候，達倫感到一陣暈眩便摔了下去。幸好他及時伸手抓住橫木，才沒有跌到最底部。後來山姆把他救了起來。
不幸還在後頭。達倫在幫小矮人找食物的時候在養羊的牧場殺了一隻羊，被R.V.撞見。他氣瘋了，並直說要找警察。在當晚的表演結束後，達倫發現R.V.在剪狼人籠子的鎖。達倫拼命阻止，R.V.還是要解放狼人，而R.V.的雙手因此被狼人咬走了。R.V.嚇呆了，但他說達倫偷走他的手。他走遠了以後，達倫發現狼人的籠子已經打開了，但狼人沒對他怎樣。當他發現狼人追的是山姆時，他立刻衝去救他。
最後狼人吃掉山姆的大部份內臟，但山姆還活著。狼人被及時趕來的鬼不理制服，昏倒在旁邊。大高先生和小矮人也趕來了。鬼不理對達倫說，只要他在山姆死前吸他的血，就可以保有他的部份靈魂。達倫終於妥協了。隨後大家幫山姆挖了一個簡單的墓，草草的埋了它。怪奇馬戲團又繼續它的旅行。

## 外部連結
- （繁體中文）鬼不理的助手 （页面存档备份，存于）